# فريدريك س. كروفورد
فريدريك س. كروفورد (بالإنجليزية: Frederick C. Crawford)‏ هو مهندس أمريكي، ولد في 19 مارس 1891، وتوفي في 9 ديسمبر 1994.